# 柯賡昌
柯賡昌，字贻赳。福建晉江縣人，清朝政治人物，同進士出身。

## 生平
順治六年（1649年）己丑科进士，授潛江縣知縣，治理漢水，維修堤防。升任禮部主事，卒於任內。
康熙二年（1663年）典癸卯科河南鄉試，取中解元冉觐祖。